# بين مارتينو
بين مارتينو (بالإنجليزية: Ben Martino)‏ هو لاعب كرة قدم أمريكي في مركز حراسة المرمى، ولد في 13 سبتمبر 2002.